# Neoathyreus flavithorax
Neoathyreus flavithorax is een keversoort uit de familie cognackevers (Bolboceratidae). De wetenschappelijke naam van de soort werd in 1880 gepubliceerd door Arribalzaga.